# SsangYong Tivoli
O SsangYong Tivoli é um utilitário esportivo crossover de porte compacto fabricado pela SsangYong Motor Company. É o primeiro novo modelo da SsangYong sob propriedade da Mahindra & Mahindra.

## Tivoli XLV
O SsangYong Tivoli XLV (vendido na Coréia do Sul como SsangYong Tivoli Air) é uma versão estendida do Tivoli. Ele é alongado atrás das rodas traseiras em 245 mm, aumentando o espaço de armazenamento traseiro de 423 para 720 litros. O XLV é oferecido com tração nas quatro rodas e um motor diesel 1.6.

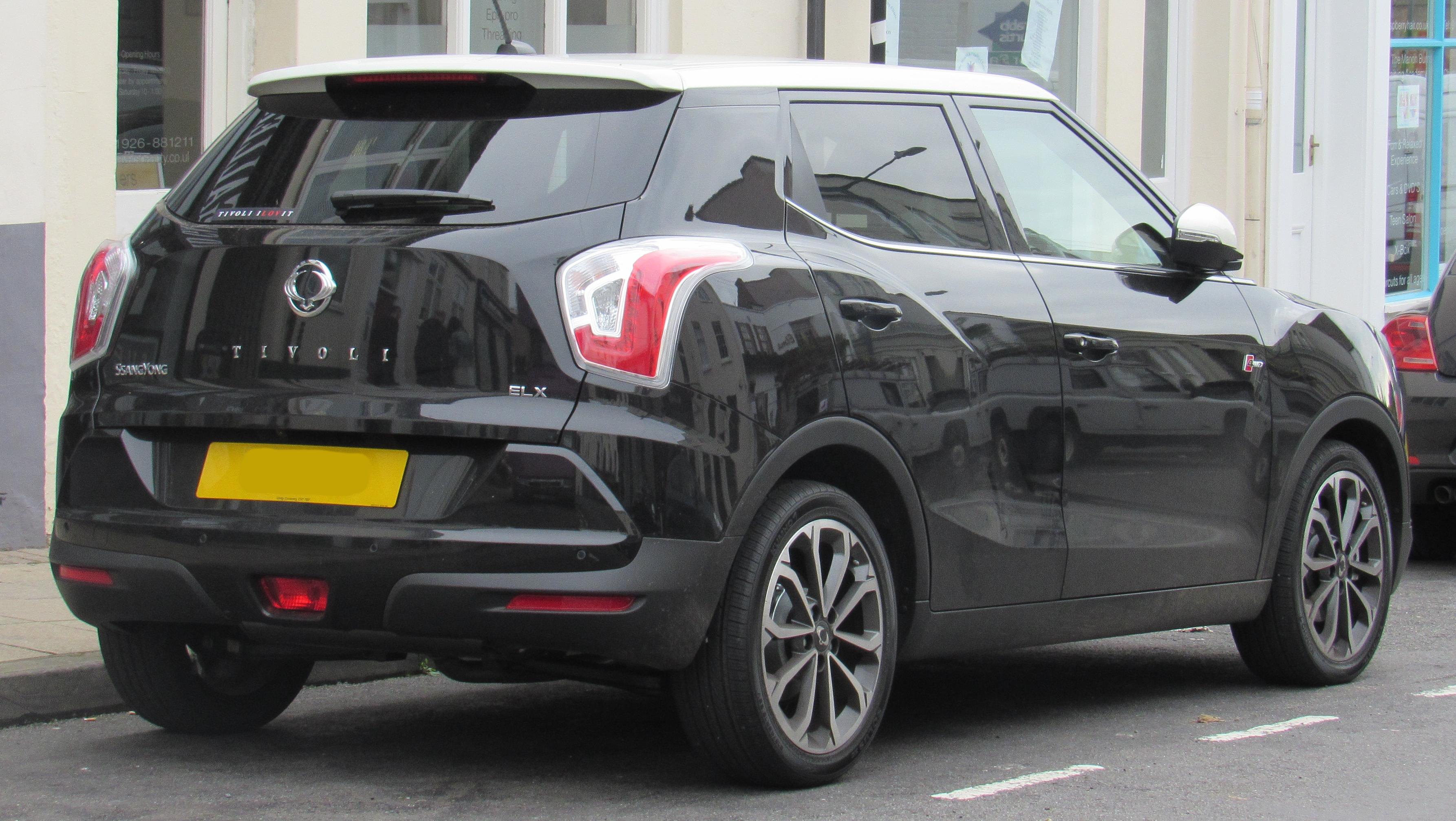
SsangYong Tivoli (pré-facelift)
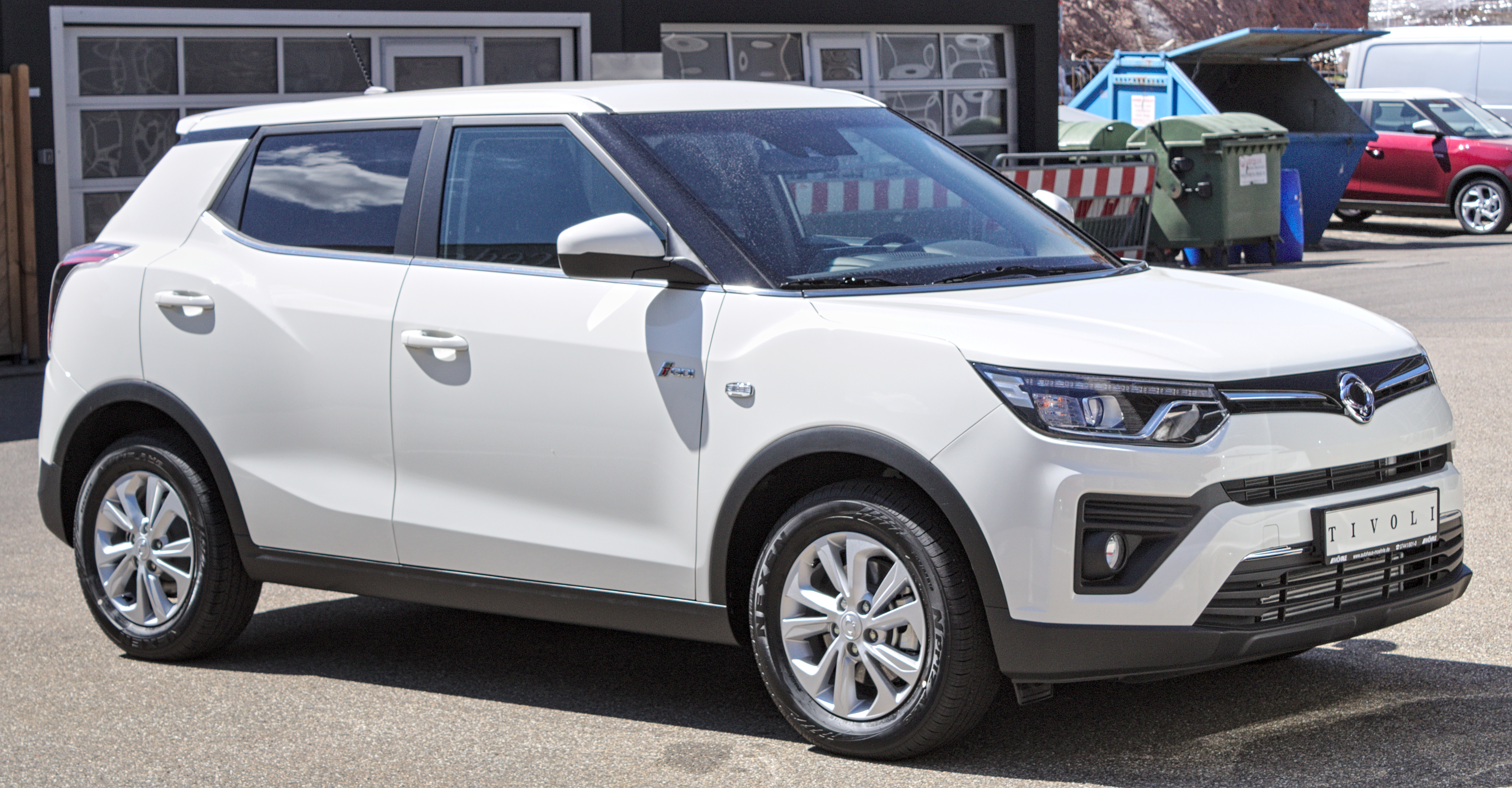
SsangYong Tivoli (facelift)
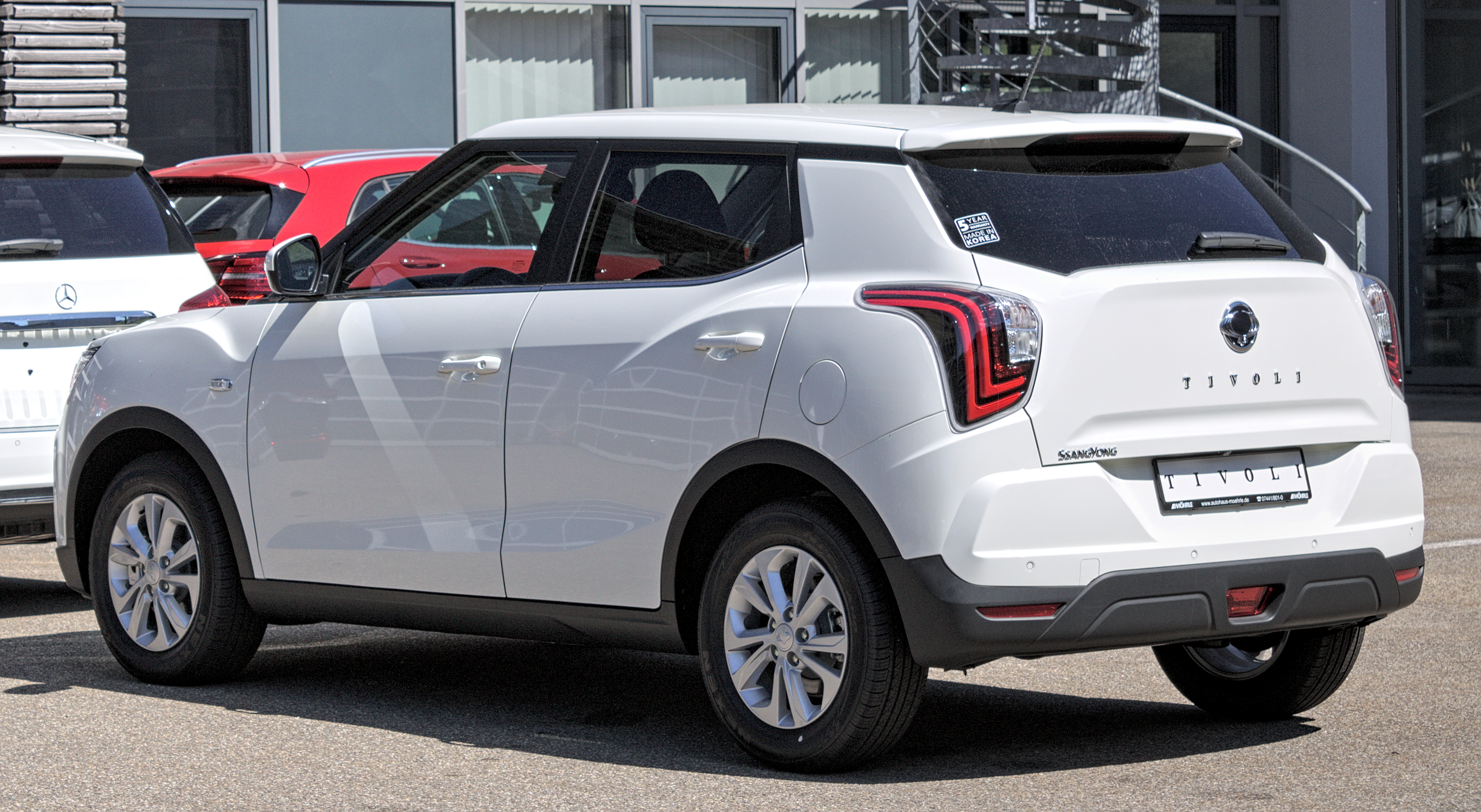
SsangYong Tivoli (facelift)
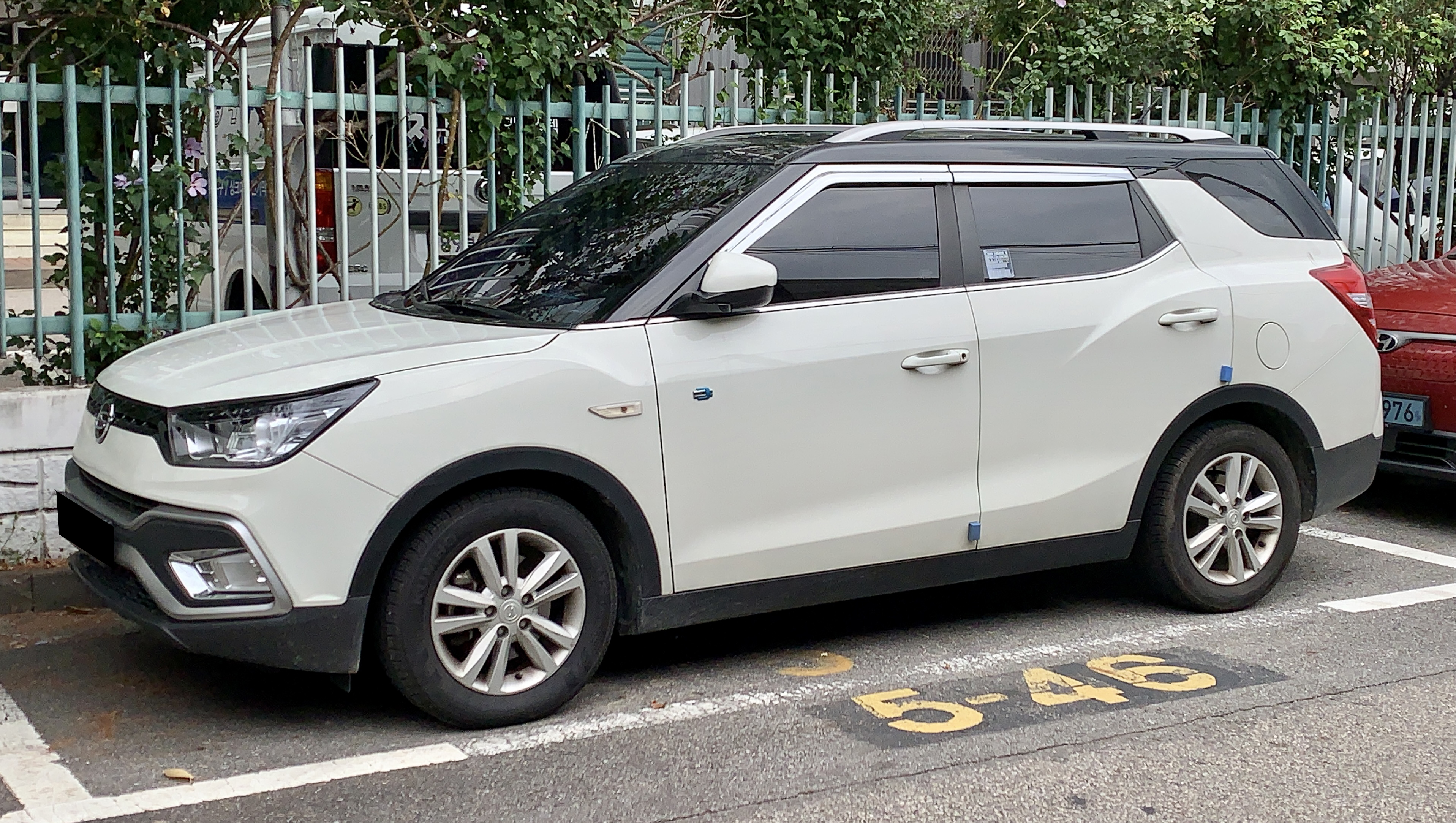
SsangYong Tivoli XLV
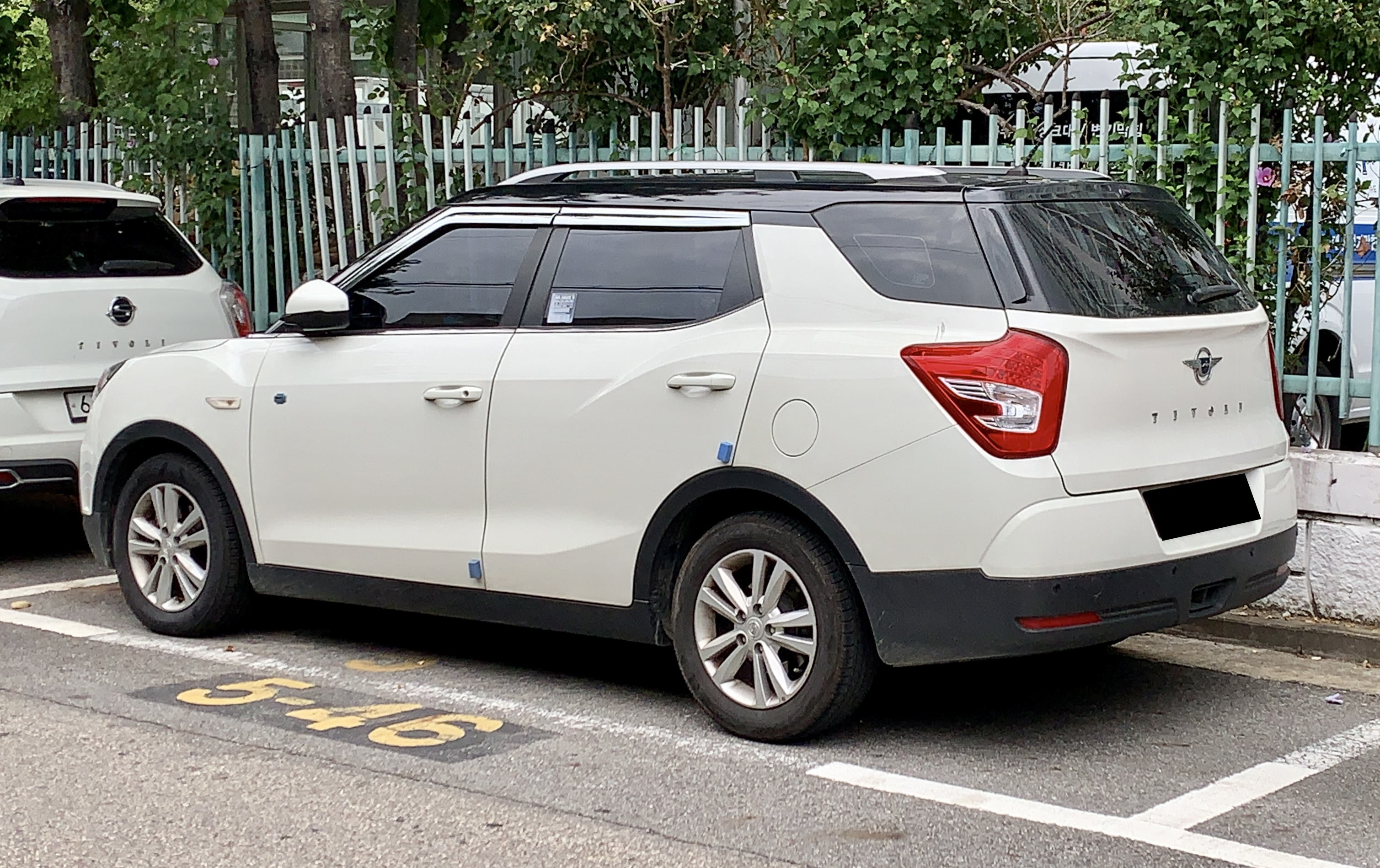
SsangYong Tivoli XLV